# Ковалёвка (Полтавский район)
Ковалёвка (укр. Ковалівка) — село,
Ковалевский сельский совет,
Полтавский район,
Полтавская область,
Украина.
Код КОАТУУ — 5324081901. Население по переписи 2001 года составляло 2133 человека.
Является административным центром Ковалевского сельского совета, в который, кроме того, входят сёла
Андрушки,
Бочановка,
Верхолы,
Грабиновка,
Давыдовка,
Зализничное,
Затурино,
Ежаковка,
Макуховка и
Сосновка.

## Географическое положение
Село Ковалевка находится на правом берегу реки Коломак, которая через 3 км впадает в реку Ворскла, 
выше по течению примыкает село Зализничное,
на противоположном берегу — сёла Грабиновка и Ежаковка.
Река в этом месте извилистая, образует лиманы, старицы и заболоченные озёра.
Рядом проходит железная дорога, станция Ковалевка в 1-м км.

## История
В 1922 году в селе А. С. Макаренко была основана Ковалёвская школа-коммуна для беспризорных детей — Колония имени Горького. В 1926 году школа переехала в село Куряж под Харьковом.

## Объекты социальной сферы
- Областная гимназия-интернат для одарённых детей из сельской местности им. А. С. Макаренко.

## Достопримечательности
- Государственный музей-заповедник А. С. Макаренко.